# Yu-Gi-Oh! Arc-V
Yu-Gi-Oh! ARC-V (遊☆戯☆王 ＡＲＣ－Ｖ?, Yūgiō Āku Faibu) è la quinta serie animata del franchise di Yu-Gi-Oh!. Prodotta da NAS e Gallop, è stata trasmessa in Giappone su TV Tokyo dal 6 aprile 2014 al 26 marzo 2017. Un adattamento manga di tipo one shot, disegnato da Naohito Miyoshi, è stato pubblicato sul V Jump di Shūeisha il 21 maggio 2014. In Europa i diritti dell'anime sono stati acquistati dalla statunitense 4K Media Inc (di proprietà della Konami) da molti paesi tra cui l'Italia, dove la serie è andata in onda su K2 dal 4 maggio 2015 al 1º marzo 2018.

## Trama
La storia si svolge in un futuro prossimo, in un luogo chiamato Paradise City. Grazie alla Leo Corporation, guidata da Declan Akaba, il nuovo sistema della Solid Vision, il sistema olografico che dà vita al gioco di carte dei Duel Monsters, rende reali i mostri e gli ambienti, permettendo ai giocatori di interagire direttamente con loro.
Questa nuova tecnologia ha dato vita agli "Action Duels", in cui i duellanti possono attraversare vari ambienti per individuare delle speciali carte magie e trappole chiamate "Carte Action". La storia segue Yuya Sakaki, uno studente al secondo anno di scuola media nonché uno studente della scuola di duelli "You Show Duel School" di Paradise City fondata da suo padre, il quale scomparve tre anni prima nel momento in cui doveva sostenere un duello importante.
Nel mezzo del duello contro il campione in carica degli Action Duel, Sledge Hammer, Yuya risveglia un nuovo potere dal suo pendolo che porta al collo, nota come "Evocazione Pendulum". Mentre Yuya si sforza di padroneggiare la nuova Evocazione Pendulum e diventare un grande Duellante di Intrattenimento come suo padre, egli incontra un misterioso duellante mascherato che gli assomiglia molto chiamato Yuto.
Grazie a Yuto, Yuya ha scoperto che il mondo è diviso in quattro dimensioni, tre delle quali prendono il nome dal metodo di evocazione presente: Fusione (universo alternativo di Yu-Gi-Oh! e Yu-Gi-Oh! GX), Synchro (universo alternativo di Yu-Gi-Oh! 5D's), Xyz (universo alternativo di Yu-Gi-Oh! Zexal) e Standard (universo attuale di Yu-Gi-Oh!), la dimensione centrale delle quattro, dove Yuya e i suoi amici vivono.
Essi vengono coinvolti nel conflitto interdimensionale dopo che dei duellanti provenienti dall'Accademia dei Duellanti della Dimensione Fusione si intromettono nel torneo di Paradise City trasformando diversi duellanti in carte sotto ordine di Leo Akaba, il padre di Declan, la cui ambizione è di unire le quattro dimensioni. Per fermare suo padre, Declan forma i Lancieri, un gruppo di Duellanti che riesce a fronteggiare l'Accademia dei Duelli al torneo di Paradise City.
Viaggiando nella dimensione Synchro, nella dimensione Xyz per poi finire in quella Fusione, Yuya capirà non solo che in ognuna della altre tre dimensioni ci sono dei suoi sosia, ma anche che tutte e quattro sono le reincarnazioni di Zarc, in passato (quando le dimensioni erano una sola) il duellante supremo dell'Universo intero, e che cerca di riunire tutte le sue parti separate per vendicarsi del suo esilio e per distruggere tutte le dimensioni.

## Personaggi

### Personaggi principali
Yuya Sakaki (榊 遊矢?, Sakaki Yūya)
Doppiato da: Kenshō Ono, Arisa Shinda (da bambino) (ed. giapponese), Jacopo Calatroni, Tiziana Martello (da bambino nell'episodio 128+) (ed. italiana)
Il protagonista. È uno studente al secondo anno delle medie che frequenta la Scuola di Duelli You Show. Sogna di diventare un Duellante d'Intrattenimento, un tipo di Duellante Professionista. È famoso per essere stato il primo a Paradise City ad avere effettuato un'Evocazione Pendulum. Il suo deck è composto da mostri di tipo "Artistamico", la carta principale è Drago Occhi Diversi, che si evolve in Drago Pendulum occhi Diversi, che si fonde in Drago Pendulum Occhi Runici e Drago Pendulum Occhi di Bestia. Nella dimensione Synchro durante lo scontro con l'Agente 227 inviato da Rogé per sbarazzarsi di Yuya che rischia di mandare a monte i suoi piani di conquista, Zarc prende il sopravvento su Yuya solo per un decimo di secondo, tempo sufficiente per far evolvere Drago Occhi Diversi in Drago Sciabola Occhi Diversi, con il quale sconfigge in un attimo l'avversario. Quando Zarc si risveglia definitivamente anche Drago Pendulum Occhi Diversi assume una nuova forma più potenziata rispetto all'originale, diventando Re Supremo Drago Occhi Diversi. Dopo il duello tra Yugo e Yuto, quest'ultimo si trasferisce nel corpo di Yuya, a cui dona il suo mostro Drago Xyz Ribellione Oscura. Nel corso della storia, si scopre che Yuya, Yuto, Yugo e Yuri sono quattro parti di un unico essere chiamato Zarc, e che i ricordi di loro nelle menti delle persone che li hanno conosciuti sono stati ricostruiti da questa entità, di fatto Yuya non è il vero figlio di Yusho. Infatti dopo la fusione con Yuto la presenza di Zarc in Yuya si rafforza sempre di più fino a farlo impazzire in determinate occasioni quando gioca Ribellione Oscura o quando uno dei suoi draghi si evolve. Combinando il drago di Yuto con i poteri dei mostri Pendulum e di una speciale Carta Magia “Possessione dei Cavalieri Fantasma” Ribellione oscura e Occhi Diversi si uniscono formando una creatura che è letteralmente un drago Xyz che gode delle abilità speciali dei mostri Pendulum: Drago Ribellione Occhi Diversi e Drago Furioso Occhi Diversi. Durante il duello contro Shay Occhi Diversi ormai libero dall'influsso malefico di Zarc si evolve in Drago Lanciere Occhi Diversi. Durante il duello finale contro Declan che stabilirà se Yuya potrà accedere alla divisione professionisti o dovrà rinunciare per sempre ai duelli, Occhi Diversi e gli altri tre draghi (ora sotto il controllo di Yuya) si evolvono grazie a delle speciali carte magia specifiche per loro (Portale Fusione, Synchro e Xyz Occhi Diversi) con cui si uniscono a Occhi Diversi di Yuya risvegliando Drago Ribellione Occhi Diversi libero dal potere di Zarc e generando due nuovi draghi “Drago Veleno Occhi Diversi” e “Drago Ala Occhi Diversi".
Yuto (ユート?, Yūto)
Doppiato da: Manpei Takagi (ed. giapponese), Andrea Oldani, Ruggero Andreozzi (in gran parte della seconda serie) (ed. italiana)
È la controparte, nella Dimensione Xyz, di Yuya Sakaki (Dimensione Standard), Yugo (Dimensione Synchro) e Yuri (Dimensione Fusione) e una delle reincarnazioni di Zarc. È un duellante della Resistenza, nonostante la sua natura pacifica e innocua. Dopo essere stato sconfitto da Yugo in un duello, scambiato per la controparte della Dimensione Fusione, (riconoscibile grazie al sorriso freddo sempre presente sul viso) Yuto diventa amico di Yuya, vedendo in lui una natura pacifica che vuole evitare di duellare per sport, sparisce diventano una cosa sola con lui, ma continuando a vivere in lui. Dopo questo evento Yuya, manifesterà comportamenti strani: in questi momenti, la personalità di Yuto prevale su quella del protagonista. Dopo l'arrivo di Yuya nella Dimensione Xyz, Yuto è in grado di comunicare consapevolmente con lui mentalmente. Usa un deck I Cavalieri Fantasma, la cui carta più forte è Drago Xyz Ribellione Oscura, che si evolve in Drago Xyz Requiem Oscuro. Dopo il risveglio di Zarc diventa Re Supremo Drago Ribellione Oscura i cui poteri sono simili a quelli di Drago Xyz Requiem Oscuro.
Zuzu Boyle (柊 柚子?, Hīragi Yuzu)
Doppiata da: Yūna Inamura (ed. giapponese), Martina Felli (ed. italiana)
Amica d'infanzia e coetanea di Yuya Sakaki, suo padre è il proprietario della Scuola di Duelli You Show che lei e Yuya frequentano, dove passano il loro tempo affinando le loro abilità di duellanti. Come Yuya, anche lei ha delle controparti dimensionali: Celina (Dimensione Fusione), Rin (Dimensione Synchro) e Lulu Obsidian (Dimensione Xyz). Indossa un braccialetto con una pietra rosa incastonata al centro. Come per Yuya, anche Zuzu e le sue controparti sono la suddivisione di un'unica persona di nome Ray, quest'ultima è la figlia di Leo Akaba e sorella maggiore di Declan, di fatto i ricordi di Zuzu e le sue controparti nelle menti delle persone sono stati ricostruiti. Quando Zarc prende il sopravvento su Yuya, Zuzu è l'unica capace di contrastarlo, facendo rinsavire il suo amico. Dopo l'essere stata attaccata da Yuri nella dimensione Standard, incontra per caso Yugo, con il quale si teletrasporta involontariamente nella Dimensione Synchro, dove diventa amica di Yugo che si prende cura di lei fino alla sconfitta nel torneo dell'amicizia, inflitta dal duellante con il limitatore di cervello impiantatogli da Rogé. In seguito viene mandata come gli altri duellanti sconfitti al torneo in una discarica di rifiuti sotterranea, dove rimane al sicuro dai nemici fino al duello tra Yuya e Crow. In seguito, viene catturata dal direttore Rogé al servizio del padre di Declan Leo Akaba, venendo però liberata da Yuya e dagli altri. Tuttavia l'apertura di un misterioso portale che risucchia sia lei che gli altri, li separa nuovamente. Mentre Yuya, Shingo, Gong e Shay atterrano nella Dimensione Xyz, lei finisce nella Dimensione Fusione, dove conosce e fa amicizia con Alexis (una delle studentesse che si sono ribellate al Professore dopo aver scoperto la verità) che la conduce in un luogo sicuro, dove si trova Yusho (il padre di Yuya). Diversamente da Rin e Celina che preferisco il linguaggio del corpo quando vengono infastidite, Zuzu usa un grosso ventaglio di carta che sbatte sulla testa o sulla faccia della persona che la infastidisce (soprattutto Yugo).
Declan Akaba (赤馬 零児?, Akaba Reiji)
Doppiato da: Yoshimasa Hosoya (ed. giapponese), Alessandro Capra (ed. italiana)
Declan è il fratello maggiore di Riley Akaba ed è l'amministratore delegato della Leo Corporation, ed è un duellante di classe Super Elite con un cervello geniale; inoltre è il duellante più giovane della storia a essere entrato nel circuito dei duelli professionali all'età di 15 anni. Declan funge da principale rivale di Yuya Sakaki, nonostante la loro attuale alleanza, in un primo momento a causa delle sue capacità di eseguire l'Evocazione Pendulum, più tardi a causa dei suoi metodi discutibili per risolvere il Conflitto Interdimensionale. Anche se osserva che Yuya ha superato i migliori duellanti dell'Istituto di Duelli Leo, ancora non lo considera in grado di sconfiggerlo. Infatti al momento della nomina dei Lancieri lo sfida a duello rivelandosi in grado di effettuare le evocazioni Pendulum, con le quali sconfigge il mostro più forte di Yuya (Drago Ribellione Occhi Diversi). È il fondatore dei Lancieri, un'organizzazione dedicata alla lotta contro gli invasori provenienti da altre dimensioni. Usa un deck D/D, ed è in grado di padroneggiare alla perfezione tutti i tipi di evocazione.
Gong Strong (権現坂 昇?, Gongenzaka Noboru)
Doppiato da: Yohei Obayashi (ed. giapponese), Diego Sabre (ed. italiana)
Gong è un caro amico di Yuya, e sembra padroneggiare senza problemi le evocazioni Synchro. Ha sempre difeso il suo migliore amico da Grizzlepike Jones e dai bulli di strada per anni dopo che il padre di Yuya è misteriosamente scomparso. Il suo deck è composto da mostri "Samurai Superpesante", ed è l'unico duellante che non utilizza carte magie o carte trappola. Inoltre grazie ad un duro allenamento impostogli da Kit Blade riuscirà ad effettuare le evocazioni Synchro. I suoi Samurai Superpesante sono speciali perché possiedono la capacità di attaccare anche se sono in posizione di difesa.
Sora Perse (紫雲院 素良?, Shiun'in Sora)
Doppiato da: Mie Sonozaki (ed. giapponese), Katia Sorrentino (ed. italiana)
Interessato all'Evocazione Pendulum di Yuya Sakaki, questo misterioso ragazzo decide di diventare il suo apprendista. Durante il suo primo duello contro Shay Obsidian, si scopre che Sora è un soldato dell'Accademia dei Duelli, una struttura nella Dimensione Fusione che allena "Duellanti Soldati". In quanto soldato dell'Accademia dei Duelli, dimostra fedeltà nei confronti di Leo Akaba e del suo piano di unire le dimensioni, a discapito dell'amicizia con Yuya. Incoraggiato da quest'ultimo, alla fine Sora si rende conto che sta facendo del male alle persone e decide di abbandonare i suoi precedenti metodi. Da allora, volta le spalle all'Accademia dei Duelli e diventa un alleato e in seguito un membro dei Lancieri, lavorando per mantenere Yuya e Zuzu al sicuro. Usa un deck "Pellicciaspavento" la cui carta più forte è Chimera Pellicciaspavento.
Shay Obsidian (黒咲隼?, Kurosaki Shun)
Doppiato da: Yamato Kinjo (ed. giapponese), Maurizio Merluzzo (ed. italiana)
Shay è un duellante proveniente dalla Dimensione Xyz, compagno di Yuto e responsabile degli attacchi ai duellanti dell'Istituto di Duelli Leo. È il fratello maggiore di Lulu. Ha deciso di viaggiare con Yuto per le dimensioni con l'unico intento di trovarla e liberarla. Dopo aver scoperto di avere scopi simili a quelli di Declan e appreso il suo vero obiettivo, i due accettano di cooperare e successivamente diventa uno dei primi Lancieri. Nonostante le prime diffidenze con Yuya a causa del fatto che questi possiede “Drago Xyz Ribellione Oscura” (la carta che contraddistingue il suo amico Yuto) quando scopre che lui e Yuya sono una cosa sola in onore dell'amicizia con Yuto aiuta Yuya e i Lancieri. Verso la fine della serie diventa molto aggressivo nei confronti di Yuya, accusandolo di essere il responsabile della scomparsa di Lulu e di Yuto, quindi lo sfida a duello, ma viene sconfitto. Durante il duello si accorge che nonostante la disfatta di Zarc e la fusione definitiva con Yuya, Yuto è ancora vivo dentro il suo avversario, e non tutto è perduto. Usa un deck Raidraptor.
Shingo Sawatari (沢渡 シンゴ?, Sawatari Shingo)
Doppiato da: Shogo Yano (ed. giapponese), Federico Zanandrea (ed. italiana)
Shingo è il figlio di una persona molto importante a Paradise City e uno studente dell'Istituto di Duelli Leo. Dopo essere stato sconfitto da Yuya Sakaki per la prima volta, giura di sconfiggerlo e diventa un suo rivale. È inoltre la seconda persona ad aver eseguito un Evocazione Pendulum con successo, avendo rubato Mago Mirastelle e Mago Miratempo di Yuya. In seguito diventa uno dei Lancieri. Utilizza molti deck, tra cui quello Dardo, ACQUA, Yosenju e Attore dell'Abisso. Crede di essere un duellante professionista, migliore di Yuya, ma puntualmente viene sconfitto ogni volta che cerca di mettere in ombra il rivale. Perfino verso la fine della serie, dopo la definitiva sconfitta di Zarc e la rinascita della Dimensione Standard come Dimensione Pendulum, durante la Battle Royal tra lui, Gong, Moon Shadow e Yuya per stabilire chi di loro potrà accedere alla divisione professionisti, cerca di mettere in ombra Yuya, ma nonostante l'alleanza con Moonshadow, viene sconfitto in pochi turni.
Riley Akaba (赤あか馬ば零れい羅ら?, Akaba Reira)
Doppiata da: Yui Ichikawa (ed. giapponese), Monica Bonetto (1ª voce) Annalisa Longo (2ª voce) (ed. italiana)
È il fratello minore adottivo di Declan Akaba. Rimasto orfano quando era ancora in età da latte, cresce costretto a fidarsi degli sconosciuti, per questa ragione non sviluppa una sua personalità. Quando incontra la signora Leo, viene accolto nella famiglia, a patto però che impari a duellare. Con il passare del tempo, nonostante l'atteggiamento esigente della sua famiglia adottiva, si affeziona a Declan, iniziando a sviluppare una sua personalità. Malgrado la giovane età è un duellante con doti capaci di tenere testa ai mostri Goyo della sicurezza nella Dimensione Synchro e dei mostri Ingranaggio Antico della Forza Obelisk. Conoscendo le speciali abilità di Reily, Declan decide di portarlo con sé attraverso le dimensioni per fermare il padre. Durante il torneo dell'amicizia nella Dimensione Synchro, poiché Shingi (contro il quale avrebbe dovuto duellare) era stato gentile nei suoi confronti, dandogli qualcosa da mangiare, rifiuta categoricamente di duellare, venendo sostituito da Moon Shadow, che però viene sconfitto. Le sue abilità rimangono segrete, fino a quando non scopre la verità sull'operato di Leo. (È infatti l'unico capace di percepire la presenza di Ray che cerca di avvisarli che con o senza di lei Zarc tornerà ugualmente, e lei era l'unica capace di sconfiggerlo).
Zarc (ズァーク?, Zāku)
Doppiato da: Kenshō Ono (ed. giapponese), Jacopo Calatroni (ed. italiana) Paolo De Santis (nei flashback)
È l'antagonista principale della serie. In origine era un duellante comune, acclamato dalla folla che chiedeva sempre più distruzione e sempre più crudeltà. Col passare del tempo scala la classifica dei duelli fino a raggiungerne la vetta restando completamente solo, nonostante tutto la i suoi fans e le persone comuni chiedevano sempre di più. Reso folle dalle richieste dei suoi fans scatena i poteri dei quattro draghi dimensionali (Drago Occhi Diversi, Drago Xyz Ribellione Oscura, Drago Synchro Ala Chiara e Drago Fusione Veleno Affamato) dichiarandosi in cerca di una sfida che potesse soddisfare la loro sete di battaglia. Essendo insoddisfatto dei risultati ottenuti dalla devastazione causata dai draghi, convinto di aver bisogno di una sfida ancora più grande si fonde con loro trasformandosi in Re Supremo Z-Arc, l'essere più potente mai esistito. Gli sforzi per cercare di sconfiggerlo si rivelano inutili, tuttavia è Ray Akaba (figlia di Leo Akaba) con il potere di quattro carte speciali l'unica che riesce a sconfiggerlo fermando la sua avanzata, ma sapeva che non era ancora finita. Zarc infatti si divide in quattro ragazzi (Yuya, Yuto, Yugo e Yuri), ognuno possessore di uno dei suoi Draghi, che nel corso della serie si evolvono diventando ancora più potenti. Quando Yuya raggiunge la dimensione Fusione per salvare la sua amica Zuzu Boyle e le altre tre ragazze, Zarc poco a poco prende il sopravvento su Yuya nel tentativo di usarlo per sconfiggere le sue reincarnazioni, ma la personalità di Yuya è troppo forte per lui così usa Yuri per i suoi loschi piani, fino ad ottenere di farlo combattere contro Yuya. Nel duello finale, Yuri viene sconfitto, ma Zarc riesce comunque a raggiungere il suo obiettivo riunendo i quattro ragazzi e i rispettivi draghi. Dopo un breve duello contro gli studenti dell'Accademia dei duelli e gli abitanti delle altre tre dimensioni, viene sfidato a duello da Aster e Sora che cercano invano di fermarlo finendo solo per assaggiare il suo immenso potere e venire sconfitti. A prendere in mano la situazione sono altre persone legate a Yuya o a uno degli altri tre ragazzi (Shay, Kite, Gong Jack Atlas, Crow Hogan, Shingo, Leo Akaba e Declan Akaba), ma i loro tentativi falliscono miseramente. Solo Declan riesce a intaccare i Life Point dell'avversario, scoprendo troppo tardi di aver fatto il suo gioco, e di aver reso la situazione già critica ancora peggiore. L'unico che riesce a sconfiggere Zarc e a liberare Yuya è Reily Akaba (fratello minore adottivo di Declan) posseduto da Ray e quindi in grado di usare le quattro carte speciali per sconfiggerlo. Per evitare che il suo avversario ritorni più forte che mai decide di sacrificarsi offrendosi come guscio per lo spirito di Zarc imprigionandolo e impedendogli di rinascere ancora.
Usa un deck "Re Supremo", di cui la carta più forte è Re Supremo Z-Arc (la fusione dei suoi 4 Draghi Dimensionali).

### Personaggi secondari
Yugo (ユゴ?, Yugo)
Doppiato da: Shinpei Takagi (ed. giapponese), Mattia Bressan (ed. italiana)
È la controparte, nella Dimensione Synchro, di Yuya Sakaki (Dimensione Standard), Yuto (Dimensione Xyz) e Yuri (Dimensione Fusione) e una delle reincarnazioni di Zarc. Tra le reincarnazioni di Zarc è quello che prende i problemi in maniera scherzosa rendendosi involontariamente ridicolo agli occhi degli altri. È un Duellante Turbo e inizialmente il suo nome non viene mai pronunciato correttamente; nel doppiaggio originale, invece, molti pensano che Yugo venga dalla dimensione Fusione a causa della somiglianza del suo nome con la parola giapponese 融合 (yūgo, che in giapponese significa appunto fusione). Yugo è costantemente alla ricerca di Yuri, tuttavia, a causa della somiglianza dei loro volti e simili incomprensioni, inizialmente ha inseguito Yuto alla ricerca di Rin, ma alla fine viene informato del suo errore da Zuzu Boyle. Usa un deck Velociroid, la cui carta più forte è Drago Synchro Ala Chiara, che si evolve in Drago Synchro Ala Cristallo. In seguito alla sconfitta con Yuri scompare, diventando un tutt'uno con Zarc (quando Yuya successivamente sconfigge Yuri) al momento del suo risveglio nella Dimensione Fusione e come Occhi Diversi e Ribellione Oscura, anche Ala Chiara si trasforma diventando Re Supremo Drago Ala Chiara.
Yuri (ユーリ?, Yūri)
Doppiato da: Kenshō Ono (ed. giapponese), Stefano Dalla Valle (ed. italiana)
È un membro dell'Accademia dei Duelli. È la controparte, nella Dimensione Fusione, di Yuya Sakaki (Dimensione Standard), Yuto (Dimensione Xyz) e Yugo (Dimensione Synchro) e una delle reincarnazioni di Zarc. Tra tutte le reincarnazioni di Zarc, oltre ad essere il detentore del drago più forte, è anche il più crudele, sembra infatti tragga piacere nel far soffrire i suoi avversari in modo atroce prima di sconfiggerli definitivamente o di intrappolarli nelle carte. A giudicare da alcuni flashback è sempre stato da solo, orfano dalla nascita, senza amici a causa della sua violenta personalità, viene accolto dal Professore che ne fa uno dei migliori allievi dell'accademia talmente bravo da ricevere oltre al suo Deck Predapianta anche il Deck d'Onore “Ingranaggio Antico” solitamente usato solo dalla Forza Obelisk. È il più fedele al Professore e la persona responsabile per la scomparsa di Rin e di Lulu Obsidian. Usa un deck Predapianta, la cui carta più forte è Drago Fusione Veleno Affamato, che si evolve in Drago Fusione Veleno Avido. Dopo la fusione con Yuya e gli altri, sparisce definitivamente nel corpo di Zarc, che trasforma Drago Fusione Veleno Affamato in Re Supremo Drago Veleno Affamato.
Celina (セレナ?, Serena)
Doppiata da: Yuna Inamura (ed. giapponese), Loretta Di Pisa (ed. italiana)
È una reincarnazione di Ray Akaba, nonché una controparte dimensionale di Zuzu Boyle (Dimensione Standard), Lulu Obsidian (Dimensione XYZ) e Rin (Dimensione Synchro). Faceva parte dell'Accademia dei Duelli nella Dimensione Fusione, ma, nonostante le sue origini, è entrata a far parte dei Lancieri. Celina inizialmente ha espresso il desiderio di dimostrare il suo valore agli occhi del Professore, ma ha cambiato idea dopo che Zuzu le racconta le vere azioni dell'Accademia dei Duelli. Tra le reincarnazioni di Ray è quella che prende i problemi più seriamente, mostrando una personalità scorbutica e talvolta violenta. infatti quando Yugo la confonde con Rin a causa della somiglianza questa non esita a farlo volare per aria con un pugno in faccia esclamando “Stammi lontano pagliaccio!” Ciò nonostante non significa che no sappia essere gentile specie con il piccolo Riley che la salva dagli uomini di Rogé e la difende dalla Forza Obelisk fino all'arrivo di Yuya. Dopo un'avventura con i Lancieri nella Dimensione Synchro, viene catturata da Barrett e rimandata all'Accademia dei Duelli, dove viene controllata mentalmente: infatti, quando Celina si riunisce con alcuni dei suoi compagni di squadra nella Dimensione Fusione, li tradisce e cattura Zuzu per l'Accademia dei Duelli. Usa un deck Lucelunare.
Rin (リン?, Rin)
Doppiata da: Sarah Emi Bridcutt (ed. giapponese), Francesca Bielli (1ª voce) e Jenny De Cesarei (2ª voce) (ed. italiana)
Amica d'infanzia di Yugo, è una reincarnazione di Ray Akaba, nonché una controparte dimensionale di Zuzu Boyle (Dimensione Standard), Lulu Obsidian (Dimensione Xyz) e Celina (Dimensione Fusione). È una Duellante Turbo che faceva parte dei Comuni a Nuova Città di Domino, nella Dimensione Synchro. Sin da piccoli, Rin e Yugo avevano programmato di entrare nel Torneo dell'Amicizia, ma fu rapita da Yuri prima dell'inizio del torneo. Arrivati nella dimensione Fusione si scopre che, come le altre sue controparti, è controllata mentalmente dal Professore. Usa un deck Ventostrega.
Lulu Obsidian (黒咲瑠璃?, Kurosaki Ruri)
Doppiata da: Rin Aizawa (ed. giapponese) Francesca Bielli (ed. italiana)
È una reincarnazione di Ray Akaba, nonché una controparte dimensionale di Zuzu Boyle (Dimensione Standard), Celina (Dimensione Fusione) e Rin (Dimensione Synchro). Proviene da Heartland City, nella Dimensione Xyz, dove viveva insieme a suo fratello maggiore, Shay Obsidian, e al suo amico, Yuto. Dopo l'invasione dell'Accademia dei Duelli, Lulu e gli altri sopravvissuti hanno formato la Resistenza, della quale ha fatto parte fino a quando non è stata rapita da Yuri. Arrivati nella dimensione Fusione si scopre che, come le altre sue controparti, è controllata mentalmente dal Professore. Usa un deck Lirilusc.
Skip Boyle (柊 修造?, Hīragi Shūzō)
Doppiato da: Mitsutaka Itakura (ed. giapponese), Alessandro Zurla (ed. italiana)
È il padre di Zuzu e proprietario della You Show Duel School, che Yuya e Zuzu frequentano. Pur essendo un po' maldestro è un bravo insegnante, e possiede un deck con mostri "Maestro del Coraggio".
Yoko Sakaki (榊 洋子?, Sakaki Yōko)
Doppiata da: Ryoko Yui (ed. giapponese), Renata Bertolas (ed. italiana)
Madre di Yuya, si occupa degli animali abbandonati, durante la storia si scoprirà che in passato era il capo di una banda di moto teppiste duellanti, il suo deck era incentrato su di esso, finché non incontrò Yusho.
Yusho Sakaki (榊 勝?, Sakaki Yushō)
Doppiato da: Horoki Touchi (ed. giapponese), Claudio Moneta (ed. italiana)
Yusho è il padre di Yuya, scomparso prima del duello con Sledge Hammer tre anni fa.
Si trova in realtà nella dimensione fusione, dove ha organizzato una resistenza per cercare di fermare Leo Akaba nei suoi piani.
Ray Akaba (赤あか馬ば レイ ?, Akaba Rei)
Doppiata da Mai Fuchigami (ed. giapponese), Tiziana Martello (ed. italiana)
È la figlia di Leo Akaba. In passato, quando tutte le dimensioni erano una sola, rubò le carte speciale ideate dal padre per fermare Zarc, sacrificandosi per sconfiggerlo. Tuttavia, Zarc venne diviso in 4 entità (Yuya, Yuto, Yugo e Yuri) e la stessa cosa accadde a lei (dividendosi in Zuzu, Lulu, Rin e Celina). Viene risvegliata (con l'unione forzata delle 4 ragazze da parte del padre) nel corpo di Riley Akaba, per sconfiggere di nuovo Zarc e liberando Yuya.

### Personaggi minori
Julia Krystal (光津 真澄?, Kotsu Masumi)
Doppiata da: Arisa Kiyoto (ed. giapponese), Francesca Bielli (ed. italiana)
È una studentessa dell'istituto Leo e possiede maestria nell'evocazione per fusione ed il suo deck è composto da mostri di tipo "Cavaliere Gemma". Durante uno scontro tra la Yusho e l'Istituto di Duelli Leo, duella contro Zuzu, sconfiggendola in pochissimo tempo. Lei insieme a Kit e Dipper affrontano Shay dove però vengono annientati sonoramente da quest'ultimo. Verrà manipolata con gli altri due per dimenticare gli attacchi di Shay e crederlo suo amico.
Kit Blade (刀堂 刃?, Todou Yaiba)
Doppiato da: Kengo Takanashi (ed. giapponese), Simone Lupinacci (ed. italiana)
È uno studente dell'istituto Leo e possiede maestria nell'evocazione Synchro ed il suo deck è composto da mostri di tipo "Sciabola-XX". Insieme a Julia e Dipper affrontano Shay ma quest'ultimo sconfigge tutti e tre in un colpo solo. Viene manipolato insieme con gli altri due per dimenticare l'attacco subito da Shay credendolo suo amico; inoltre ha fatto da insegnante a Gong dove quest'ultimo riuscirà ad imparare l'evocazione Synchro, dopo aver pareggiato contro di lui in un duello voluto dall'Istituto di Duelli Leo, poiché l'ambiziosa madre di Declan, vuole le carte Pendulum e Yuya che è l'unico in grado di padroneggiare questo nuovo metodo di evocazione.
Dipper O'rion (志島 北斗?, Shijima Hokuto)
Doppiato da: Natsuki Hanae (ed. giapponese), Stefano Pozzi (ed. italiana)
È uno Studente dell'istituto Leo, e possiede maestria sull'evocazione Xyz ed il suo deck è composto da mostri di tipo "Costellazione". È il primo dei tre giovani duellanti dell'Istituto Leo a scendere in campo contro Yuya ed è il primo ad essere sconfitto dai mostri Pendulum, venendo poi sonoramente sgridato dalla signora Akaba. Con Julia e Kit affrontano Shay dove però perdono miseramente. Viene manipolato con i suoi amici per credere che Shay sia un suo amico.
Sledge Hammer (ストロング 石島?, Sutorongu Ishijima)
Doppiato da: Atsushi Miyauchi (ed. giapponese), Marco Balzarotti (ed. italiana)
Sledge è un Duellante Professionista e fa parte della Leo Corporation. In origine doveva duellare contro Yusho Sakaki, ma a causa del fatto che quest'ultimo con l'aiuto di Declan si teletrasporta nella Dimensione Fusione, finendo per sbaglio nella Dimensione Xyz, vince per abbandono. È arrogante e altezzoso e tende a sottovalutare l'avversario, finendo per essere sconfitto da Yuya che ha imparato l'evocazione Pendulum con l'aiuto di Zarc, che inizia ad architettare il suo ritorno.
Grizzlepike Jones (暗黒 寺 ゲン?, Ankokuji Gen)
Doppiato da: Hiroshi Shirokuma (ed. giapponese), Renato Novara (ed. italiana)
È un vecchio amico e rivale di Gong un po' bullo, antipatico e burbero.
Nico Smiley (ニコ・スマイリー?, Niko Sumairī)
Doppiato da: Hajime Iijima (ed. giapponese), Lorenzo Scattorin (ed. italiana)
Nico è il manager di Sledge Hammer. Dopo la sconfitta di quest'ultimo da parte di Yuya, ne diventa il manager.
Reed Pepper (茂古田 未知夫?, Mokota Michio)
Doppiato da: Yasuaki Takumi (ed. giapponese), Federico Viola (ed. italiana)
Aura Sentia (方中 ミエル?, Hōchun Mieru)
Doppiata da: Aoi Yūki (ed. giapponese), Serena Clerici (ed. italiana)
Henrietta Akaba (赤あか馬ば日ひ美み香か?, Akaba Himika)
Doppiata da: Kikuko Fujimoto (ed. giapponese), Stefania Patruno (ed. italiana)
È la moglie di Leo, nonché madre naturale di Declan e madre adottiva di Riley. Non si sa perché ma vive lontana dal Marito con i due figli nella Dimensione Standard. È ambiziosa, ma, sa anche mostrare un lato materno e docile. Infatti quando Riley si sacrifica per imprigionare Zarc, tornando ad essere un neonato, è lei a prendersi cura di lui, trattandolo come fosse il suo figlio naturale.
Leo Akaba (赤馬 零王?, Akaba Reo)
Doppiato da: Daisuke Namikawa (ed. giapponese), Alessandro Maria D'Errico (ed. italiana)
Meglio noto come Il Professore è il marito di Henrietta e Padre di Declan, Riley e Ray. Vive separato dalla sua famiglia nella Dimensione Fusione. È l'inventore della tecnologia a realtà aumentata che rende i mostri delle carte dei mostri veri. Involontariamente è l'artefice della lenta ma tremenda ascesa di Zarc. Oltre ad essere un caro amico di Yusho (il padre di Yuya) è anche il direttore dell'Accademia dei Duelli. È l'artefice degli attacchi alle altre dimensioni che usa per raccogliere energia da inserire nel reattore Arc-V con l'intento velato di risvegliare la figlia Ray, divisa nelle quattro dimensioni a causa di un effetto collaterale delle quattro carte speciali create appositamente per sconfiggere Zarc.
Moon Shadow (風魔 月影?, Fūma Tsukikage)
Doppiato da: Manabu Sakamaki (ed. giapponese), Massimo Di Benedetto (1ª voce) e Renato Novara (2ª voce) (ed. italiana)
Insieme con il fratello Sun Shadow è uno dei due ninja al servizio dell'Istituto di Duelli Leo. Fa parte della sicurezza. Il suo deck è composto da mostri ninja. Interviene con il fratello per portare Celina e Zuzu in un posto sicuro lontane dalla Forza Obelisk e da Dennis. In seguito diventa membro dei Lancieri viaggiando con Declan e gli altri nelle dimensioni. Partecipa come gli altri lancieri al Torneo dell'amicizia nella Dimensione Synchro dove duella contro Shingi al posto di Riley, viene tuttavia sconfitto da quest'ultimo e mandato nella discarica di rifiuti sotto Nuova Città di Dominio, da dove evade per portare in salvo Celina dagli scagnozzi del direttore della sicurezza Rogé (alleato della Dimensione Fusione che progetta di spodestare i membri del Consiglio e impossessarsi così della Dimensione Synchro). In seguito s'imbatte nella Forza Obelisk che cerca Celina e lo sfida a duello. Proprio quando sta per essere sconfitto viene soccorso da Sora che usando Chimera Pelliccia Spavento sconfigge i suoi avversari senza problemi. Poco dopo, nel tentativo di liberare Zuzu da Rogé con l'aiuto di Sora s'imbatte in Rogé che si libera di loro sfruttando degli ologrammi a realtà virtuale per poi catturare nuovamente Zuzu. In seguito all'arrivo nella Dimensione Fusione viene sconfitto e trasformato in una carta da Battle Beast (B.B.). Viene successivamente liberato e aiuta Riley a raggiungere Zarc e a portare in salvo Declan un attimo prima che Zarc lo colpisca. Dopo la rinascita della Dimensione Standard come Dimensione Pendulum acquisisce come tutta la capacità di fare le evocazioni Pendulum.
Dennis McField (デニス・マックフィールド?, Denisu Makkufīrudo)
Doppiato da: Tetsuya Kakihara (ed. giapponese), Renato Novara (ed. italiana)
È uno degli allievi dell'Accademia dei duelli. Mandato come gli altri nella Dimensione Xyz per raccogliere l'energia necessaria al finanziamento del reattore Arc-V e al conseguente risveglio di Ray, conosce Yusho e il duello d'intrattenimento. Affascinato decide di apprendere questo stile speciale, restando fedele al Professore. All'arrivo di Yuri nella Dimensione Standard, inizia a rivelare la sua vera natura facendo al collega il punto della situazione. È completamente assente nella Dimensione Synchro. Riappare poi come duellante intrattenitore nella Dimensione Fusione, per impedire a Yusho di marciare con il suo esercito verso l'accademia dei Duelli. È inizialmente intenzionato a sconfiggere Yusho ma quando viene sfidato da Kite accetta di duellare con lui mettendolo in difficoltà ma viene sconfitto quando Cipher Drago Occhi Galattici si evolve in Neo Cipher Drago Occhi Galattici. Prima di trasformarsi in una carta rivela al maestro e a Kite dove sono tenute prigioniere Lulu e Rin. Dopo la definitiva sconfitta di Zarc sfida Yuya come duellante intrattenitore ma viene sconfitto.
Crow Hogan (クロウ・ホーガン?, Kurō Hōgan)
Doppiato da: Shintarō Asanuma (ed. giapponese), Federico Zanandrea (ed. italiana)
È uno dei personaggi già conosciuti in Yu-Gi-Oh! 5D's. Compare come uno degli abitanti della Dimensione Synchro che vivono in difficoltà a causa delle leggi del Consiglio e degli Uomini di Rogé. Inizialmente diffida dei Lancieri ma poi si ricrede e diventa loro alleato. Partecipa come gli altri al torneo dell'amicizia. Arriva a scontrarsi con Yuya che sofferente per un micro Chip inserito nel suo casco da Rogé risveglia accidentalmente Zarc che gioca Drago Ribellione Occhi Diversi per distruggere l'avversario. Viene poi mandato nella discarica di rifiuti sotterranea da dove evade con gli altri quando arriva l'ora della rivoluzione. Giunto nella Dimensione Fusione viene sconfitto e trasformato in una carta. Durante il duello di Gong e Jack contro Zarc, quando i primi due vengono sconfitti si libera e poi lo affronta insieme a Shingo, venendo però sconfitto. Usa un Deck Alanera la cui carta più forte è Alanera d'assalto Raikiri il rovescio di pioggia.
Jack Atlas (ジャック・アトラス?, Jakku Atorasu)
Doppiato da: Takanori Hoshino (ed. giapponese), Patrizio Prata (ed. italiana)
È uno dei personaggi già conosciuti in Yu-Gi-Oh! 5D's. È il campione in carica della Dimensione Synchro, che ogni anno partecipa al Torneo dell'amicizia e puntualmente vince. All'inizio del torneo affronta Yuya in un duello amichevole, per inaugurare il torneo, riuscendo infatti a sconfiggerlo. Durante il torneo fino al suo scontro finale con Yuya, continua a criticarlo accusandolo di limitarsi a copiare le mosse del padre, riuscendo così a spingerlo oltre i suoi limiti, permettendogli di evocare Alto Paladino Nirvana tramite sincronizzazione senza un usare un mostro Tuner. Nella dimensione Fusione aiuta Yuya contro Battle Beast, riuscendo a sconfiggerlo. Riappare poi come uno degli avversari di Zarc, ma viene sconfitto da Re Supremo Drago Ala Chiara. Dopo la disfatta di Zarc, sfida Yuya a un duello turbo, accusandolo di non riuscire a dare il massimo, per tutta risposta Yuya rivela che evocando gli altri tre draghi dimensionali potrebbe risvegliare Zarc. Durante il duello è in vantaggio ma quando gli spiriti di Yuto, Yugo e Yuri riescono a rassicurare Yuya viene sconfitto dai quattro draghi dimensionali. Il suo deck è composto da mostri Rosso, la cui carta più forte è Arcidemone Drago Rosso Lucesfregio che si evolve in Arcidemone Drago Rosso Tiranno.
Alan Kablam (神月 アレン?, Kōzuki Aren)
Doppiato da: Michiyo Murase (ed. giapponese), Matteo De Mojana (ed. italiana)
Saya Sasayama (笹山 サヤカ?, Sasayama Sayaka)
Doppiata da: Ryoko Maekawa (ed. giapponese), Deborah Morese (ed. italiana)
Kite Tenjo (天城 カイト?, Tenjō Kaito)
Doppiato da: Kōki Uchiyama (ed. giapponese), Ruggero Andreozzi (ed. italiana)
È uno dei personaggi già conosciuti in Yu-Gi-Oh! Zexal. In origine era un comune duellante della Dimensione Xyz, molto amico di Shay e Yuto, ma quando la dimensione Xyz viene attaccata e i suoi cari vengono trasformati in carte diventa aggressivo e spietato. Dopo l'incontro con Yuya e il suo scontro con Drago Xyz Ribellione Oscura, ascolta Shay, e diventa amico di Yuya. Viaggia con lui nelle altre dimensioni, affronta in duello Yuri e Yugo, entrambi controllati da Zarc, riuscendo però a risvegliare Yuto. Viene sconfitto da Yuri quando Drago Fusione Veleno Affamato si evolve in Drago Fusione Veleno Avido. Dopo il risveglio di Zarc, lo sfida insieme a Shay, ma viene sconfitto da Re Supremo Drago Ribellione Oscura. Usa un deck Cipher la cui carta più forte è Cipher Drago Occhi Galattici che si evolve in Neo Cipher Drago Occhi Galattici.
Alexis Rhodes (天上院明日香?, Tenjōin Asuka)
Doppiata da: Sanae Kobayashi (ed. giapponese), Renata Bertolas (ed. italiana)
È uno dei personaggi già conosciuti in Yu-Gi-Oh! GX. Compare per la prima volta nella Dimensione Fusione, dove era in origine una delle studentesse più brillanti al punto da essere ammessa al dormitorio Obelisk Blue. Quando scopre le vere intenzioni del professore come altri allievi si ribella, venendo considerata come una traditrice ed è obbligata a nascondersi. Durante il periodo in cui vive nascosta, incontra per caso Yusho Sakaki con una gamba dolorante dopo il duello con Aster, e decide di aiutarlo. Quando Zuzu arriva per caso nella Dimensione Fusione, la trova e la salva conducendola da Yusho. Quando affronta Yuri in duello che usa un Deck d'onore al posto del suo deck Predapianta sembra essere l'unica in grado di sconfiggerlo, ma la situazione si capovolge quando Yuri gioca Super Polimerizzazione, con cui sconfigge Alexis per poi trasformarla in una carta.
Aster Phoenix (エド・フェニックス?, Edo Fenikkusu)
Doppiato da: Akira Ishida (ed. giapponese), Davide Fumagalli (ed. italiana)
È uno dei personaggi già conosciuti in Yu-Gi-Oh! GX. È uno dei professionisti della Dimensione Fusione, nonché uno dei comandanti dell'invasione. È perfino più abile della Forza Obelisk e sembra essere allo stesso livello di Yuri. Affronta in duello Yusho, mettendolo in seria difficoltà, ma l'avversario fugge con una gamba dolorante, costretto ad usare il bastone per reggersi in piedi. Giura di affrontarlo ancora e perciò gli dà la caccia. Quando incontra per caso Yuya e lo sfida, riconosce in lui il figlio di Yusho. Yuya vorrebbe risolvere il problema pacificamente, ma Yuto che la pensa diversamente, prende il sopravvento su Yuya, duellando al suo posto, riuscendo a mettere l'avversario in considerazione di essere sconfitto, facendo evolve Drago Xyz Ribellione Oscura in Drago Xyz Requiem Oscuro, ma il duello termina in parità a causa dell'effetto di Dynatag Eroe del Destino. In seguito viene raggiunto da una squadra della Dimensione Fusione che lo Riporta all'Accademia e lo rimette in forze. In seguito si scontra con Yuya per vendicarsi dell'umiliazione subita in precedenza, ma viene sconfitto da Drago Pendulum Occhi Coraggiosi. Dopo la sua sconfitta si schiera con i Lancieri accettando di prestare soccorso agli abitanti della Dimensione Xyz. Anche lui come Kite, Shay, Yusho affronta Yugo e Yuri per liberare il primo da Zarc e fermare il secondo. Viene sconfitto da Drago Fusione Veleno Avido, e assiste impotente al ritorno di Zarc. È il primo che lo sfida insieme a Sora, ma i loro sforzi lo rendono ancora più forte. Usa un Deck Eroe del Destino la cui carta più forte è Dystopia Eroe del Destino.

## Episodi
La serie è andata in onda in Giappone su TV Tokyo per la prima volta il 6 aprile 2014, poco dopo una settimana dal termine dalla precedente serie Yu-Gi-Oh! Zexal II, ed è stata trasmesso regolarmente un episodio a settimana fino al 26 marzo 2017. In Italia è stata trasmessa su K2 (canale 41 del digitale terrestre) dal 4 maggio 2015 al 1º marzo 2018.

## Colonna sonora
Sigle d'apertura giapponesi
- Believe✕Believe (Ｂｅｌｉｅｖｅ×Ｂｅｌｉｅｖｅ?, Biri Biri, lett. "Credere✕Credere") cantata dai Bullettrain (超特急) (ep. 1-30)
- Burn! (Ｂｕｒｎ！?, Bān!, lett. "Brucia!") cantata dai Bullettrain (超特急) (ep. 31-49)
- UNLEASH (ハナテ?, HANATE, lett. "SCATENA") cantata da Gekidan Niagara  (劇団ナイアガラ) (ep. 50-75)
- Trump Card (切り札?, Kirifuda, lett. "Carta Vincente") cantata dai cinema staff (ep. 76-98)
- LIGHT OF HOPE (キボウノヒカリ?, KIBOU NO HIKARI, lett. "LUCE DELLA SPERANZA") cantata da Unknown Number!!! (ep. 99-124)
- Pendulum Beat! (Ｐｅｎｄｕｌｕｍ Ｂｅａｔ ！?, Pendyuramu Bīto, lett. "Battito Pendulum!") cantata dai SUPER★DRAGON (ep. 125-148)

Sigle di chiusura giapponesi
- One Step (Ｏｎｅ Ｓｔｅｐ?, Wan Suteppu, lett. "Un Passo") cantata dal duo P☆Cute (Anzu Masumi × Shirozaki Ruri)(ep. 1-30)
- Future fighter! (Ｆｕｔｕｒｅ ｆｉｇｈｔｅｒ！?, Fyūchā faitā!, lett. "Futuro combattente!") cantata da Yuya Sakaki (Kensho Ono)  e Reiji Akaba (Yoshimasa Hosoya) (ep. 31-49)
- ARC of Smile! (ＡＲＣ ｏｆ Ｓｍｉｌｅ！?, Āku obu Sumairu, lett. "ARCO del Sorriso!") cantata dai BOYS AND MEN (ep. 50-75)
- Speaking (Ｓｐｅａｋｉｎｇ?, Supīkingu, lett. "Parlando") cantata dai Mrs. GREEN APPLE (ep. 76-98)
- Vision (ビジョン?, Bijon, lett. "Visione") cantata da Kuso iinkai (空想委員会) (ep. 100-124)
- Dashing Pendulum (疾走ペンデュラム?, Shissō Pendyuramu, lett. "Pendulum Impetuoso") cantata dai M!LK (ep. 125-148)

Sigla statunitense
- Can you Feel the Power cantata da Max Surla, Ali Theodore, Sarai Howard, Jordan Yaeger e Sergio Cabral

Nell'edizione italiana è stata mantenuta la sigla statunitense.

## Manga
Un manga one-shot scritto da Shin Yoshida e illustrato da Naohito Miyoshi è stato pubblicato nel numero di luglio 2014 della rivista V Jump di Shūeisha uscito il 21 maggio del medesimo anno. Un adattamento completo è stato serializzato sempre su V Jump dal 21 agosto 2015 al 19 aprile 2019. Uno spin-off sempre a fumetti ad opera di Akihiro Tomonaga, dal titolo Yu-Gi-Oh! Arc-V: Saikyō Duelist Yuya!! (遊☆戯☆王 ＡＲＣ－Ｖ最強デュエリスト遊矢!!?, Yūgiō Āku Faibu saikyō duelist Yuya!!, lett. "Yu-Gi-Oh! Arc-V Yuya Il duellante più forte!!"), è stato serializzato su Saikyō Jump dal 3 aprile 2015 al 3 agosto 2017 ed è stato raccolto in due volumi tankōbon.

## Novità
Yu-Gi-Oh! Arc-V introduce nuove regole per quanto riguarda il gioco di carte, cambiando quasi del tutto lo stile del gioco. Queste modifiche sono entrate in vigore in Oriente il 1º aprile 2014, mentre in Occidente e nel resto del mondo entrò in vigore in contemporanea con l'uscita dello Starter Deck 2014. Di seguito tutti i cambiamenti effettuati al regolamento.
- Vengono aggiunte due nuove zone per le carte, chiamate Pendulum Zone (Ｐゾーン oppure ペンデュラムゾーン?, Penduramuzōn): una di colore blu fra l'Extra Deck e la Zona carte Terreno, e un'altra di colore rosso fra il Deck e il Cimitero.
- Vengono introdotti i Mostri Pendulum (ペンデュラムモンスター?, Pendyuramu Monsutā), un misto tra le Carte Magia e le Carte Mostro. Vengono inseriti nel Main Deck e sono considerati mostri tranne nel caso che vengano messi nelle Zone Pendulum dove vengono considerati come Carte Magia. Se distrutti mentre sono sul terreno, sia nella Zona Carte Mostro sia nella Zona Pendulum, vengono messi scoperti sopra l'Extra Deck invece che andare al Cimitero. A questi nuovi mostri sono attribuiti due numeri differenti, uno su ogni lato della carta (destra e sinistra), chiamati Pendulum Scale (ペンデュラムスケール?, Pendyuramu Sukēru), o Valori Pendulum. Il Valore Pendulum di destra è colorato di rosso, mentre quello di sinistra di blu. I Mostri Pendulum possono essere posizionati nelle Pendulum Zone, oppure evocati nella zona Mostro: sulla carta è presente un doppio testo e, a seconda della zona in cui la carta è posizionata, questa ha un effetto diverso.
- Viene aggiunto un nuovo tipo di Evocazione, chiamata Evocazione Pendulum (Ｐ召喚?, Pendyuramu Shōkan). Quando i Mostri Pendulum sono posizionati nella Zona Pendulum Blu, si può utilizzare esclusivamente il Valore Pendulum Blu; stesse regole valgono per la Zona Pendulum Rossa. Quando entrambe le Pendulum Zone sono occupate, si potrà effettuare l'Evocazione Pendulum. Prendendo in considerazione i Valori Pendulum assegnati, si potrà evocare un numero qualsiasi di mostri Pendulum scoperti nell'Extra Deck e/o di mostri dalla mano il cui livello sia compreso tra (ma non uguale a) i due Valori Pendulum (salvo che il mostro non abbia condizioni di evocazione particolari)[9]; al 22 giugno[di che anno?] la regola è in seguito cambiata e dall'Extra Deck si possono evocare solo altri mostri Pendulum. Questa è considerata una Evocazione Speciale.
- Il giocatore che incomincia il duello non ha diritto a effettuare la Draw Phase.
- Entrambi i giocatori saranno in grado di controllare una singola Carta Magia Terreno contemporaneamente.